# جان فيليب بويغ
جان فيليب بويغ (بالفرنسية: Jean-Philippe Puig)‏ هو مهندس كيميائي فرنسي، ولد في 18 يناير 1961.